# Aston-by-Stone
Aston-by-Stone är en by i Staffordshire i England. Byn ligger 8 km från Stafford. Byn nämndes i Domedagsboken (Domesday Book) år 1086, och kallades då Estone. Järnvägsstationen i byn heter Aston-by-Stone och var i bruk mellan 4 november 1901 och 6 januari 1947.